# Robert de Pinho de Souza
Robert de Pinho de Souza (sinh ngày 7 tháng 2 năm 1981) là một cầu thủ bóng đá người Brasil.

## Sự nghiệp câu lạc bộ
Robert de Pinho de Souza đã từng chơi cho Kawasaki Frontale.

## Thống kê câu lạc bộ

### J.League
| Đội               | Năm       | J.League | J.League | J.League Cup | J.League Cup | Tổng cộng | Tổng cộng |
| Đội               | Năm       | Trận     | Bàn      | Trận         | Bàn          | Trận      | Bàn       |
| ----------------- | --------- | -------- | -------- | ------------ | ------------ | --------- | --------- |
| Kawasaki Frontale | 2003      | 16       | 6        | -            | -            | 16        | 6         |
| Tổng cộng         | Tổng cộng | 16       | 6        | 0            | 0            | 16        | 6         |